# Euophrys nanchonensis
Euophrys nanchonensis är en spindelart som beskrevs av Władysław Taczanowski 1878. Euophrys nanchonensis ingår i släktet Euophrys och familjen hoppspindlar. Inga underarter finns listade i Catalogue of Life.